# Euglena
Euglena är ett släkte med encelliga protister i klassen Euglenoidea i stammen Euglenozoa. För närvarande finns över 1 000 beskrivna arter i släktet Euglena. Det finns många kvar att upptäcka. Marin med flera reviderade 2003 släktet till att inkludera flera arter utan kloroplaster, tidigare klassificerade som Astasia och Khawkinea. Några av arterna i släktet anses ha kännetecken från både växter och djur. På grund av dessa dubbla kännetecken har det debatterats mycket hur de har utvecklats, och till vilken klad de bör placeras. De placerades ursprungligen i riket Protista men är nu klassificerade i riket Excavata som innehåller både kinetoplastider och euglenider.

## Form och funktion

Ett diagram med Euglena.

Euglena är protister som både kan inta föda som djur genom heterotrofi samt vara självnärande genom fotosyntes, likt växter (se autotrofi). När de uppvisar heterotrofi omger Euglena en födopartikel och förtär den genom fagocytos. När de uppvisar autotrofi använder sig Euglena av kloroplaster, därav deras gröna färg. Kloroplasterna innehåller klorofyll a, klorofyll b och vissa karotenoida pigment, för att tillverka socker genom fotosyntes. Varje kloroplast har tre membran, och existerar i tylakoida högar av tre. Antalet och formen på kloroplasterna inom Euglenozoa varierar mycket beroende på miljöförhållanden och dess evolutionära historia. Euglena kan röra sig genom akvatiska miljöer genom att använda en stor flagell för att röra på sig. För att ta in närmiljön innehåller cellen en ögonmekanism, en primitiv organell som filtrerar solljus till de ljusdetekterande, ljuskänsliga strukturer vid flagellens bas, som enbart tillåter vissa ljusvåglängder att nå den. Detta ljuskänsliga område detekterar ljuset som kan överföras genom ögonmekanismen. När ljuset detekteras kan Euglena justera dess position för att förbättra fotosyntesen. Rörligheten tillåter även förmågan att jaga, och på grund av denna adaption, anses många Euglena vara mixotrofer: autotrofer i solljus och heterotrofer i mörkret. Euglena saknar även strukturellt cellväggar, men har en tunn hinna istället. Denna hinna består av proteinband som bildar en spiral och som ligger under plasmamembranet.
Euglena kan överleva i salt- och färskvatten. I områden med låg luftfuktighet formar Euglena en skyddande vägg runt sig själv och ligger passivt under en spor tills miljömässiga förhållanden förbättrats. Euglena kan även överleva i mörker genom att lagra paramylonpartiklar i pyernoida kroppar inom kloroplasten.

## Fortplantning
Euglena fortplantar sig asexuellt genom fission, och man har inte kunnat bevisa sexuell fortplantning. Fortplantningen inkluderar tvärdelning och longitudinell delning, som båda inträffar i de aktiva och inkapslade formerna. Surhetsgraden och alkaliteten har varit känd för att påverka fortplantningen och livsspannet hos Euglenozoaner. Livsspannet varierar även mycket mellan euglenozoanernas grupper.